# Општина Русанешти (Олт)
Русанешти (рум. Rusăneşti) општина је у Румунији у округу Олт.
Oпштина се налази на надморској висини од 54 m.